# Tab Ramos
Tabaré "Tab" Ramos (Montevideo, 1966. szeptember 21. – ) amerikai válogatott labdarúgó, edző.

## Pályafutása

### Klubcsapatban
Montevideoban született Uruguayban, 11 éves volt amikor a családjával az Egyesült Államokba költözött. Édesapja profi labdarúgó volt a Montevideo-i River Plate csapatában és hamar megszerettette a játékot Tabbal. New Jersey-ben telepedtek le, az amerikai állampolgárságot 1982-ben kapta meg.  1984-ben az Észak-karolinai Állami egyetemre nyert felvételt, ahol négy éven keresztül játszott az egyetemi csapatban.
1988-ban az American Soccer League-ben szereplő New Jersey Eagles tagja volt, majd 1989-ben a Miami Sharks együttesét erősítette. 1990-től Spanyolországba szerződött a UE Figueres csapatához, ahol két évet töltött. 1992 és 1995 között a Real Betis játékosa volt, ahonnan egy évre kölcsönadták a mexikói UANL Tigresnek. 1995-ben a legelső játékos volt, aki aláírt az újonnan megalakuló MLS-be.
1996-ban hazatért a MetroStars csapatához, melynek színeiben összesen hét szezont játszott, 1996-ban és 1998-ban részt vett az MLS-All Star mérkőzésen. 2002. május 14-én bejelentette, hogy 2002-es szezon végén visszavonul az aktív játéktól. A MetroStars eredeti keretének utolsó tagja volt.

### A válogatottban
1988 és 2000 között 81 alkalommal szerepelt az Egyesült Államok válogatottjában és 8 gólt szerzett. Részt vett az 1983-as ifjúsági világbajnokságon és tagja volt az 1988. évi nyári olimpiai játékokon szereplő válogatottak keretének is. A felnőtt csapatban 1988. január 10-én mutatkozott be egy Guatemala elleni mérkőzésen.
Részt vett az 1990-es világbajnokságon, majd ugyanabban az évben megválasztották az év amerikai labdarúgójává. A hazai rendezésű 1994-es világbajnokságon valamennyi mérkőzésen kezdőként lépett pályaára. A Brazília elleni nyolcaddöntőben koponyatörést szenvedett, miután a brazil balhátvéd Leonardo lekönyökölte. A mérkőzést a brazilok nyerték 1–0-ra Bebeto góljával és továbbjutottak. Ramos még hetekig feküdt kórházban, ahol a sérülést okozó Leonardo meglátogatta és sírva két tőle bocsánatot.
Az 1998-as világbajnokságon a Németország ellen csereként, Irán ellen pedig kezdőként lépett pályára.
Ezen kívül tagja volt az 1989-es futsal-világbajnokságon, az 1992-es Fahd-király kupán,  az 1993-as és az 1995-ös Copa Américán résztvevő válogatottak keretének is. Az 1993-as CONCACAF-aranykupán ezüst, míg az 1996-os CONCACAF-aranykupán bronzérmet szerzett a válogatottal.
Utolsó mérkőzését 2000. november 15-én játszotta Barbados elleni világbajnoki selejtező alkalmával, melyet 4–0-ra megnyertek az amerikaiak.

### Edzőként
A 2013-as U20-as CONCACAF-aranykupán a döntőig vezette az U20-as amerikai válogatottat, ahol Mexikó ellen vereséget szenvedtek, de kijutottak a 2013-as U20-as világbajnokságra, ahol 1 ponttal zárták a csoportkört.
2013. novemberében meghosszabbították a szerződését és maradt a válogatott élén, mellyel megnyerte a 2007-es U20-as CONCACAF-aranykupát és kijutottak a 2017-es u20-as világbajnokságra.
2014. március 31-én kinevezték Jürgen Klinsmann segítőjének az amerikai válogatottnál. A pozíciót három hónapig töltötte be.
2019. október 25-én kinevezték az MLS-ben szereplő Houston Dynamo vezetőedzői posztjára.

## Sikerei
Egyesült Államok
- CONCACAF-aranykupa döntős (1): 1993

Egyéni
- Az év amerikai labdarúgója (1): 1990